# Jaculus thaleri
Jaculus thaleri — вид ссавців гризунів родини Dipodidae. Ендемік провінції Хорасан (Іран). Це близький родич J. blanfordi, але відрізняється від нього каріотипом. Загалом він менший за J. blanfordi, особливо за розмірами вух, задніх лап і хвоста. Вид був названий на честь французького зоолога Луї Талера.